# Уенди Малик
Уенди Малик (на английски: Wendie Malick; родена на 13 декември 1950 г.) е американска актриса и бивш модел. Известна е с ролите си на Джудит Тъпър Стоун в „Мечтателят“ (1990 – 1996), Нина Ван Хорн в „Само за снимка“ (1997 – 2003) и Виктория Чейс в „Жега в Кливланд“, както и с озвучаването на Чича в анимационния филм „Омагьосаният император“ (2000).